# Оргеевский район
Орге́евский райо́н (рум. Raionul Orhei, Район Оргеев) — административно-территориальная единица Республики Молдова.

## История
Как и большинство районов Молдавской ССР, образован 11 ноября 1940 года с центром в городе Оргеев. До 16 октября 1949 года находился в составе Оргеевского уезда, после упразднения уездного деления перешёл в непосредственное республиканское подчинение.
С 31 января 1952 по 15 июня 1953 года район входил в состав Кишинёвского округа, после упразднения окружного деления вновь перешёл в непосредственное республиканское подчинение.
9 января 1956 года в состав Оргеевского района были переданы территории упраздняемых Киперченского (около трети) и Сусленского (большая часть) районов. 30 марта 1962 года к Оргеевскому району была присоединена часть территории упразднённого Криулянского района.
19 декабря 1962 года город Оргеев был передан в республиканское подчинение и выведен из состава района.
С 1999 по 2002 год, в рамках проводимой административной реформы, район являлся частью Оргеевского уезда. После упразднения уездного деления, район вновь стал самостоятельной административной единицей.

## Население
Численность населения по годам, человек:
|        | 2003    | 2004    | 2005    | 2006    | 2013    |
| ------ | ------- | ------- | ------- | ------- | ------- |
| Оргеев | 36 950  | 36 900  | 25 700  | 25 600  | 33 600  |
| сёла   | 93 900  | 93 800  | 90 500  | 90 200  | 91 800  |
| Всего: | 130 850 | 130 700 | 116 200 | 115 800 | 125 400 |

## Культурные, природные и исторические памятники
В Оргеевском районе расположены ряд культурных, природных и исторических памятников. Между сёлами Требужены и Бутучены находится древний город Старый Орхей (рум. Orhei Vechi), который является одним из самых древних поселений людей в Молдове. В селе Донич, расположенном в 30 км от Оргеева, находится дом-музей молдавского баснописца Александру Донича. Иванчский парк площадью 3 га и усадьба боярина Карпа Балиоза возле села Иванча, где с 1984 года действует «Музей народных промыслов». Памятником архитектуры национального значения является Курковский Рождество-Богородичный монастырь, расположенный возле с. Курки.
Из природных объектов можно отметить Национальный парк «Орхей», созданный в 2013 году для охраны природы и ландшафтов Кодр, лесной природный заповедник Коблень — особо охраняемая территория Республики Молдова площадью 33,5 гектар, отличающаяся биоразнообразием, водными и природными ресурсами.

## Достижения
В 1974 году комсомольско-молодёжный коллектив молочнотоварной фермы племсовхоза «Малаешты» Оргеевского района стал лауреатом Премии комсомола Молдавии имени Бориса Главана в области производства.

## Известные люди

### В районе родились
- Лазо, Сергей Георгиевич (1894—1920) — советский революционер, усадьба, где он родился и в которой создан музей, посвящённый Сергею Лазо, сохранилась в с. Пятра[8].
- Чебан, Тамара Савельевна (1914—1990) — молдавская певица, народная артистка СССР (1960).
- Гарштя, Вера Александровна (1927—2012) — хормейстер, народная артистка СССР (1987).
- Курбет, Владимир Козьмович (1930—2017) — балетмейстер, хореограф, народный артист СССР (1981).
- Муравский, Валерий Фёдорович (1949—2020) — советский и молдавскийполитический и государственный деятель, предприниматель. Премьер-министр Республики Молдова (1991—1992).
- Сырбу, Раду (род. 1978) — молдавский музыкант, певец.
- Меир Дизенгоф, первый мэр Тель-Авива, общественный деятель

### В районе жили, работали и учились
- Котовский Григорий Иванович (1881—1925) — советский революционер, легендарный советский командир времён Гражданской войны, в юности жил и учился в агрономическом училище в с. Кукурузены